# Top Speed
Top Speed (bra: Ganhando o Mundo) é um filme pre-Code estadunidense de 1930, do gênero comédia musical, dirigido por Mervyn LeRoy, estrelado por Joe E. Brown, Bernice Claire e Jack Whiting, e co-estrelado por Frank McHugh e Laura Lee. O roteiro de Humphrey Pearson e Henry McCarty foi baseado na peça teatral homônima de 1929, de Harry Ruby, Guy Bolton e Bert Kalmar.

## Sinopse
Elmer Peters (Joe E. Brown) e Gerald Brooks (Jack Whiting), funcionários em férias de fim de semana, estão fugindo de um xerife local depois que Elmer tenta pescar em uma área proibida. Os dois homens chegam a um hotel caro onde resgatam Virginia Rollins (Bernice Claire) e Babs Green (Laura Lee), que acabaram de se envolver em um acidente de carro. Gerald se apaixona por Virginia e Elmer se apaixona por Babs, e os dois fugitivos decidem ficar no hotel pelo resto do fim de semana. Elmer começa a se gabar para os hóspedes e funcionários do hotel; em breve, todos acreditam que ele e Gerald são milionários, e que Gerald é um experiente piloto de barcos.
O pai de Virginia possui uma lancha, e planeja participar de uma grande competição. Depois que demite seu piloto, a quem ele pegou aceitando um suborno, ele é convencido por Virginia a deixar Gerald pilotar o barco. Um concorrente, Spencer Colgate (Edmund Breese), descobre que Gerald é uma fraude e ameaça expô-lo, a menos que ele aceite US$ 30.000 para participar da corrida. Gerald, incapaz de recusar a quantia, concorda.

## Elenco
- Joe E. Brown como Elmer Peters
- Bernice Claire como Virginia Rollins
- Jack Whiting como Gerald Brooks
- Frank McHugh como Tad Jordan
- Laura Lee como Babs Green
- Edmund Breese como Spencer Colgate
- Wade Boteler como Xerife
- Rita Flynn como Daisy
- Billy Bletcher como Ipps
- George 'Gabby' Heyes como Funcionário da União Ocidental
- Al Hill como Briggs
- Edwin Maxwell como J.W. Rollins
- Cyril Ring como Vincent Colgate

## Produção
O filme foi concluído como um musical completo, repleto de sequências musicais. No entanto, devido ao crescente desfavor do público em relação a esse gênero (começando no final de 1930), a Warners optou por fazer muitos cortes no filme e grande parte da trilha sonora original está faltando ou severamente cortada. O recorte da Warner sobrevive na coleção da Biblioteca do Congresso dos Estados Unidos.

## Preservação
- O filme sobrevive apenas na versão cortada que foi lançada no final de 1930 pela Warner Bros., com a maioria dos números musicais removidos. Devido à apatia pública contra os musicais, a Warner optou por cortar a maioria das sequências antes de lançar o filme.
- O filme foi lançado como um musical completo fora dos Estados Unidos, onde nunca ocorreu uma reação negativa contra os musicais. Não se sabe se uma impressão dessa versão mais longa ainda existe.
- A trilha sonora completa para International Sound Version (que inclui todas as músicas originais) sobrevive Arquivo de Cinema e Televisão da UCLA.[4]

## Músicas
1. "If You Were a Traveling Salesman and I Were a Chambermaid" – por Joe E. Brown e Laura Lee
2. "Knock Knees" – por Joe E. Brown, Laura Lee e Coral
3. "Looking for the Lovelight in the Dark" – por Bernice Claire, Jack Whiting e Coral
4. "As Long as I Have You and You Have Me" – cortada do filme; originalmente por Bernice Claire e Jack Whiting
5. "Goodness Gracious" – cortada antes do lançamento nos Estados Unidos
6. "I'll Know and She'll Know" – cortada antes do lançamento nos Estados Unidos
7. "Keep Your Undershirt On" – cortada antes do lançamento nos Estados Unidos
8. "What Would I Care?" – cortada antes do lançamento nos Estados Unidos
9. "Sweeter Than You" – cortada antes do lançamento nos Estados Unidos
10. "Reaching For the Moon" – cortada antes do lançamento nos Estados Unidos